# Giovanni Santini (architetto XIX secolo)
Giovanni Santini (Umbertide, 1802 – Perugia, 1868) è stato un architetto italiano.

## Biografia
Giovanni Santini si forma presso l'Accademia di Belle Arti di Perugia, dove studia Architettura, Prospettiva e Ornato nei corsi tenuti da Giovanni Monotti. Nonostante l'ambito accademico perugino di quegli anni sia caratterizzato da una forte impronta neoclassicista, durante il corso di studi affronta il progetto di nuove tipologie funzionali ai bisogni della città contemporanea.
Terminati gli studi nel 1833, Santini diventa docente delle cattedre di Architettura e Prospettiva nell'Accademia del capoluogo umbro. La sua attività didattica è caratterizzata da una marcata impronta innovatrice, laddove introduce lo studio dei testi a tema archeologico di Luigi Canina e di nuove riviste quali “L'Ape italiana delle belle arti”. In particolare promuove il rilievo dell'architettura quale strumento conoscitivo, soprattutto per quanto riguarda l'indagine dell'architettura gotica, che diverrà il linguaggio privilegiato del nuovo stile eclettico neomedioevale. Frequentano i suoi corsi Nazareno Biscarini, Giulio De Angelis e Guglielmo Calderini.
L'attività didattica di Santini è accompagnata da un'intensa attività progettuale. Negli edifici che progetta ricorrono temi neoclassici, in particolare nella composizione delle facciate (quali ad esempio la tripartizione orizzontale e verticale, l'utilizzo della finestra termale e l'adozione del bugnato liscio e dell'ordine gigante) e nell'utilizzo di elementi decorativi vegetali e antropomorfi (disposti al fine di evidenziare i singoli elementi architettonici). Allo stesso tempo però alcune scelte progettuali tradiscono una temperie innovatrice, quali ad esempio l'adozione di arcate al fine di marcare la prima campata della navata centrale dal presbiterio dalle navate laterali e l'adozione del cosiddetto dado brunelleschiano e di colonne particolarmente slanciate. In una ricerca di verticalità che richiama le navate gotiche, particolarmente evidente nei due portali neomedievali (1848-1855) realizzati nel duomo di San Lorenzo a Perugia.

## Principali opere
- Teatro comunale a Città della Pieve, 1830-1834
- Teatro comunale a Città della Pieve, 1830-1834
- Palazzo Giorgi Taccini a Città della Pieve, 1830-1840
- Campanile della chiesa di Santa Maria dei Servi a Città della Pieve, 1830-1845
- Arco di trionfo per la visita di Gregorio XVI a Perugia, 1841
- Teatro comunale a Orvieto, 1842-1853
- Palazzo Cartoni a Città della Pieve, 1845
- Villa Taccini a Città della Pieve, 1845
- Pavimento del duomo di San Lorenzo a Perugia, 1845-1849
- Teatro comunale a Narni, 1845-1856
- Portale dell'altare del Gonfalone nel duomo di San Lorenzo a Perugia, 1848-1855
- Altare del Gonfalone nel duomo di San Lorenzo a Perugia, 1848-1855
- Portale d'ingresso della cappella del Santissimo Sacramento nel duomo di San Lorenzo a Perugia, 1848-1855
- Bussola dell'ingresso principale del duomo di San Lorenzo a Perugia, 1849
- Campanile della chiesa di San Giovanni Battista a Marsciano, 1850
- Chiesa dei Santi Filippo e Giacomo a Monte Castello di Vibio, 1851
- Ex educatorio femminile di Sant'Anna a Perugia, 1851-1857
- Altare della Madonna delle Grazie nel duomo di San Lorenzo a Perugia, 1855
- Cappella del Battistero nel duomo di San Lorenzo a Perugia, 1855
- Cappella di villa Baldeschi a Ponte Valleceppi a Perugia, 1855-1865
- Restauro del tetto e del soffitto ligneo della basilica dell'abbazia di San Pietro a Perugia, 1856
- Ridisegno dell'oratorio della Santissima Annunziata a Perugia, 1856-1860
- Ospedale a Umbertide, 1858
- Chiesa di San Donato ad Agello a Magione, 1859
- Chiesa di San Martino a San Martino in Colle a Perugia, 1859-1863
- Chiesa del Santuario della Madonna della Stella a Montefalco, 1862-1885
- Chiesa di Santa Maria Maddalena a Tuoro sul Trasimeno, 1867-1884
- Progetto per il teatro comunale a Cagli, 1870-1878